# Pachyta armata
Pachyta armata är en skalbaggsart som beskrevs av Leconte 1873. Pachyta armata ingår i släktet Pachyta och familjen långhorningar. Inga underarter finns listade i Catalogue of Life.